# جاكي غوس
جاكي غوس (بالإنجليزية: Jackie Goss)‏ هي فنانة أمريكية، ولدت في 1967.